# Національна дорога 25 (Польща)
Національна дорога 25 (пол. Droga krajowa nr 25, DK25) — національна дорога в Польщі класу GP та класу G протяжністю 412 км.
Проходить майже паралельно національній дорозі № 11, яку перетинає у двох місцях. Проходить через такі воєводства: Західнопоморське, Поморське, Куявсько-Поморське, Великопольське та Дольношльонське. Дороги DK11 і DK25 відрізняються тим, що «одинадцятка» з'єднує Середнє Помор'я з агломерацією Катовіце, а DK25 — з Вроцлавом. Так само, як і згадана вище DK11, служить транспортним обслуговуванням до місць літньої відпустки та може бути для неї альтернативним маршрутом у разі труднощів на дорозі.
У 2000—2010 роках мала спільний курс із національною дорогою № 2 та європейським маршрутом E30 на ділянці Модла Крулевська — Конін.
У 2021—2023 роках планується будівництво об'їзних доріг Сепольно Краєнського та Кам'яна Краєнського.
Разом із будівництвом швидкісної дороги № 10 на ділянці Бидгощ південь — Еміліяново також планується модернізація 5,3 км національної дороги № 25 з новими розв'язками Зелена та Бжоза.
Ділянка національної дороги № 25 Конін — Каліш — Острув Велькопольський включена до Урядової програми будівництва національних доріг до 2030 року. Має бути поділена на три частини: Конін-Коканін, Коканін-Біскупіце Олобочне (обхід Каліша), Біскупіце Олобочне-Острув-Велькопольський.

## Міста на маршруті DK25
- Боболиці (DK11)
- Білий Бір (DK20)
- Члухув (DK22)
- Камень-Краєнський — запланована об'їзна дорога
- Семпульно-Краєнське — планована кільцева дорога
- Короново (DK56) — кільцева дорога
- Бидгощ (DK80) — кільцева дорога (спільна дорога з автострадами S5 і S10)
- Іновроцлав (DK15) — об'їзна дорога, побудована у 2 черги (I етап — східна об'їзна дорога, побудована у 2014—2017 рр.; II стадія — північна об'їзна дорога, відкрита 30 жовтня 2019 р.)
- Стшельно (DK15, DK62) — планова об'їзна дорога
- Слесін — кільцева дорога
- Конін (DK92) — часткова об'їзна дорога (Trasa Bursztynowa) відкрита 15 грудня 2007 року. Планується II етап
- Рихвал
- Ставішин — кільцева дорога
- Каліш (DK12) — об'їзна дорога в центрі міста, запланована зовнішня[8][9]
- Нові Скальмежиці — кільцева дорога
- Острув-Велькопольський (DK11) — кільцева дорога (перша ділянка; спільний маршрут з дорогою S11 на другій ділянці)
- Мендзибуж

## Галерея

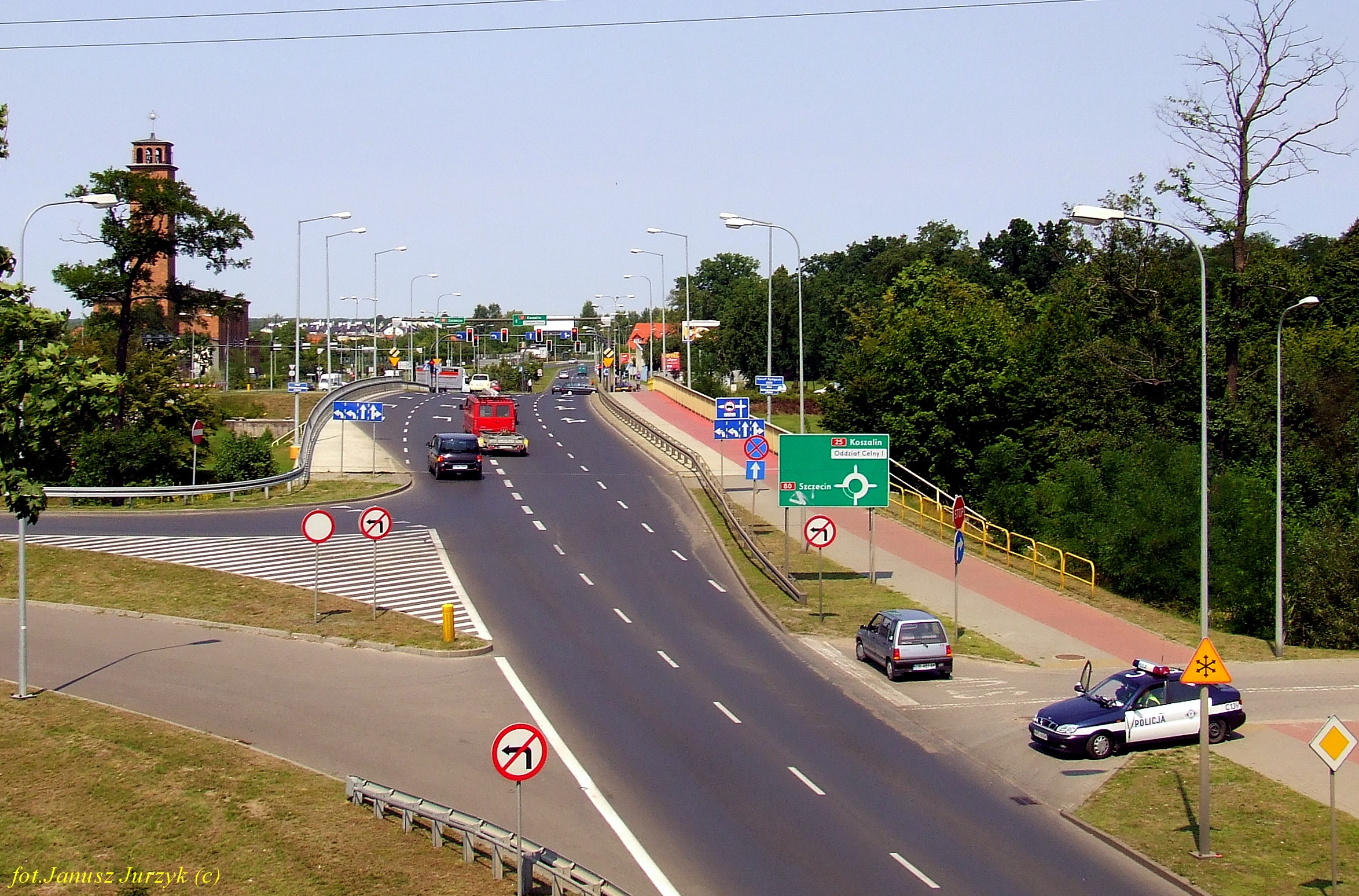
Біля західної розв'язки в Бидгощі
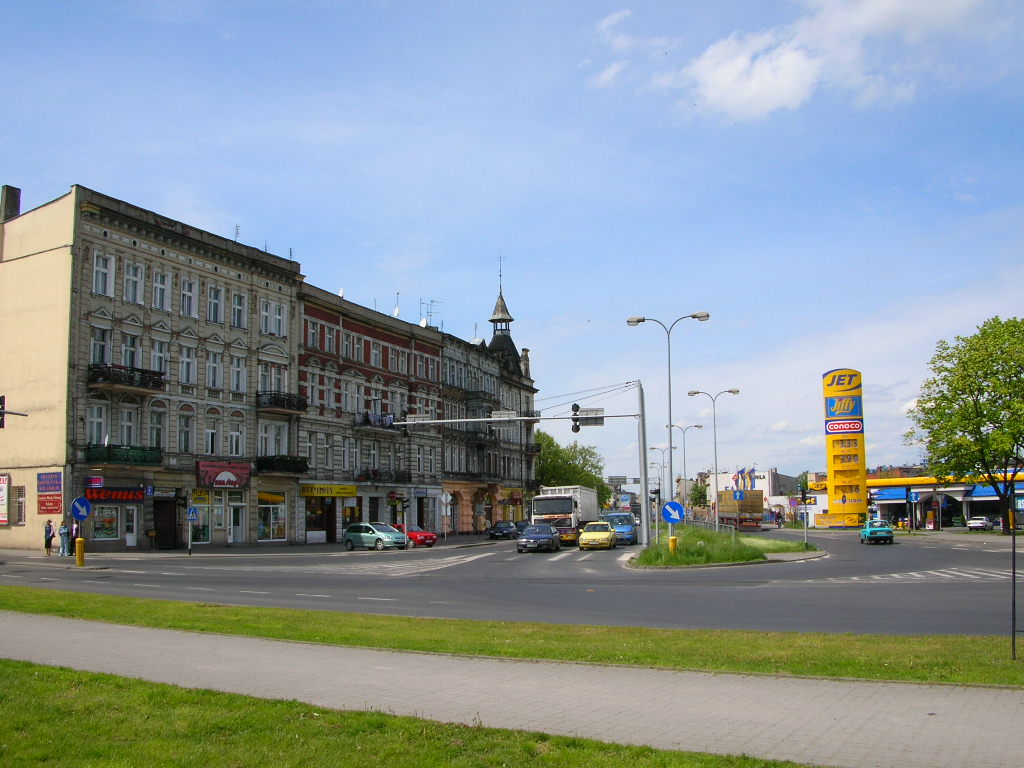
DK25 в Іновроцлаві.
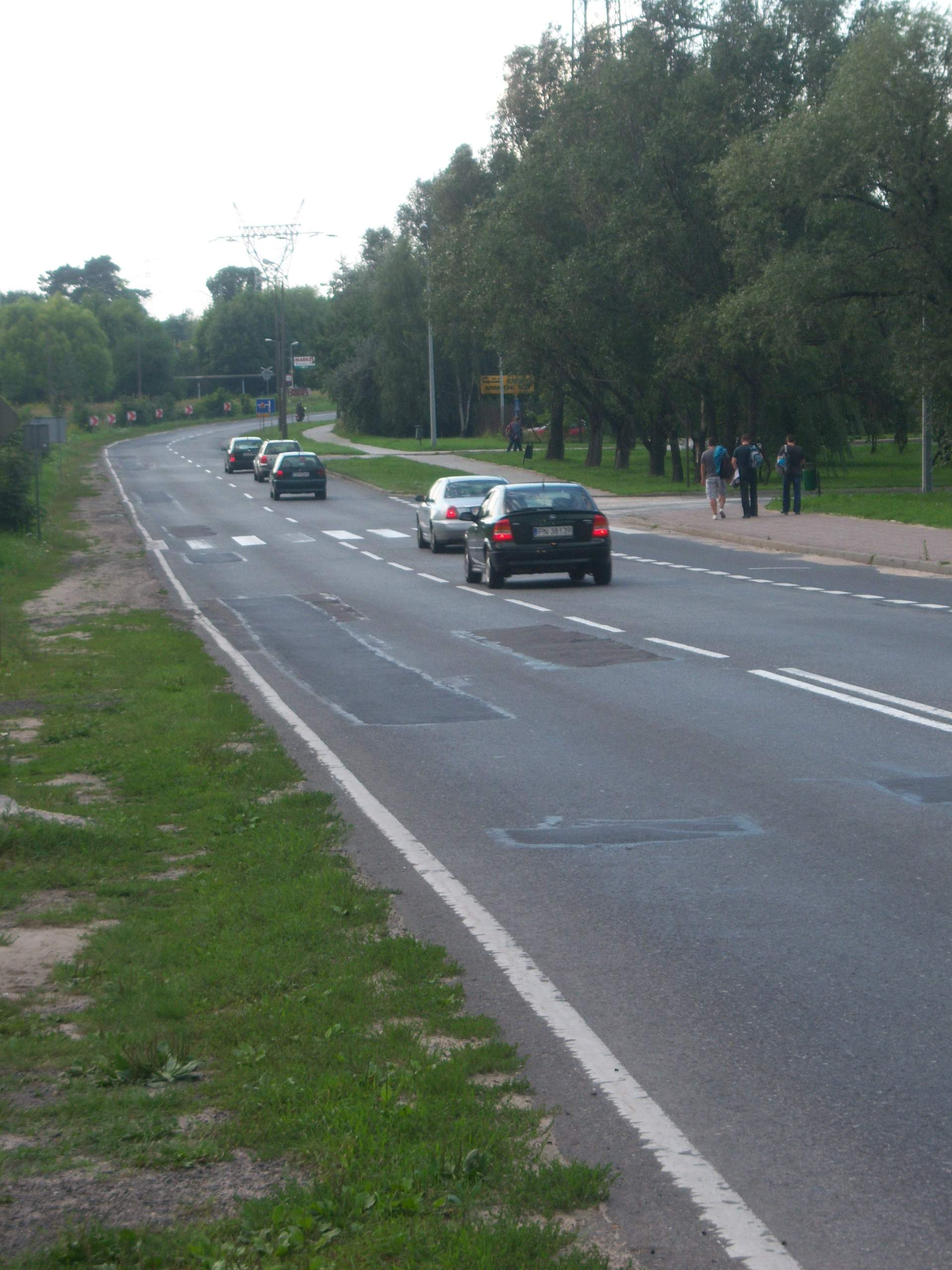
DK25 в Коніні.
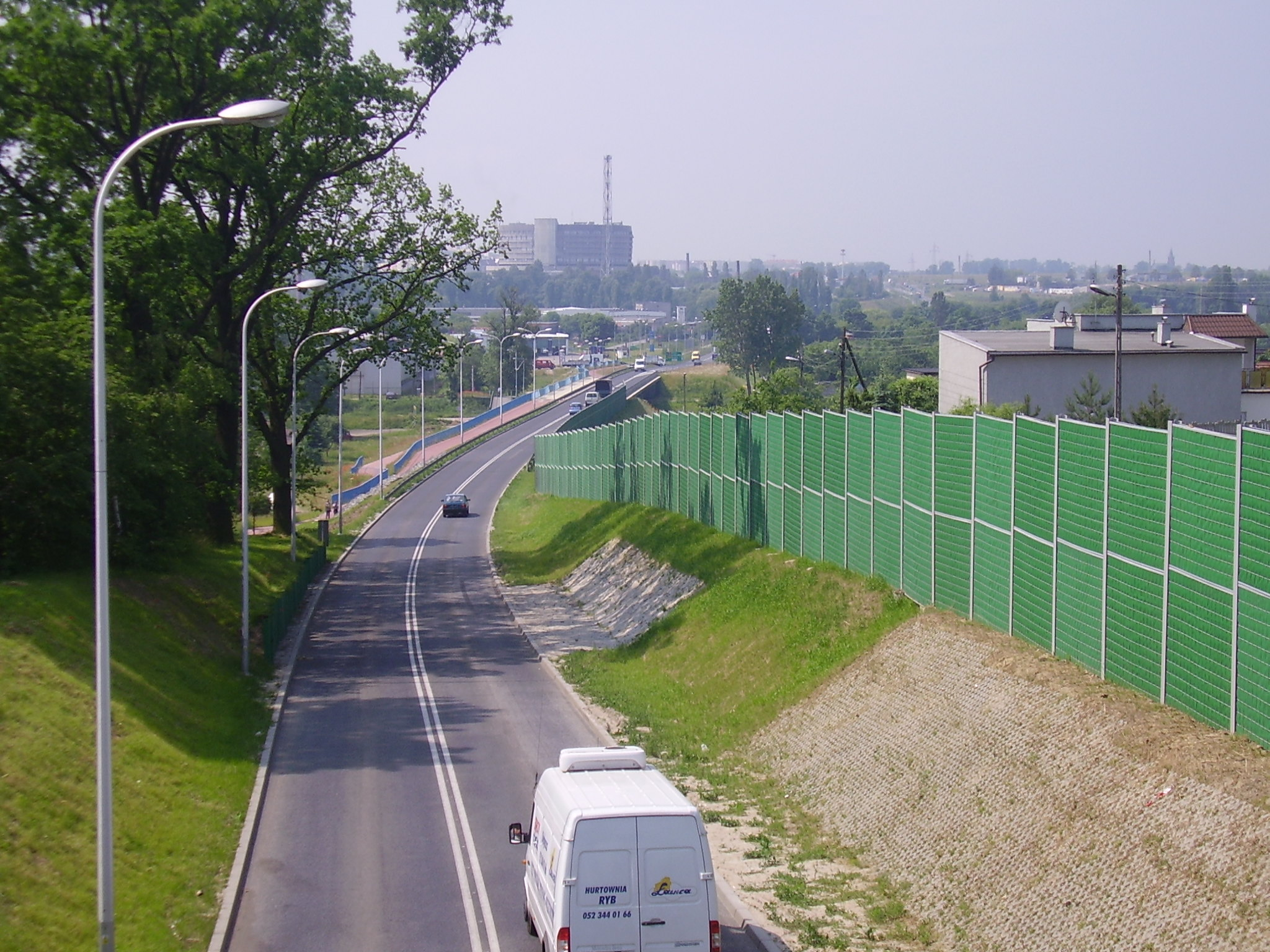
DK25 в Каліші
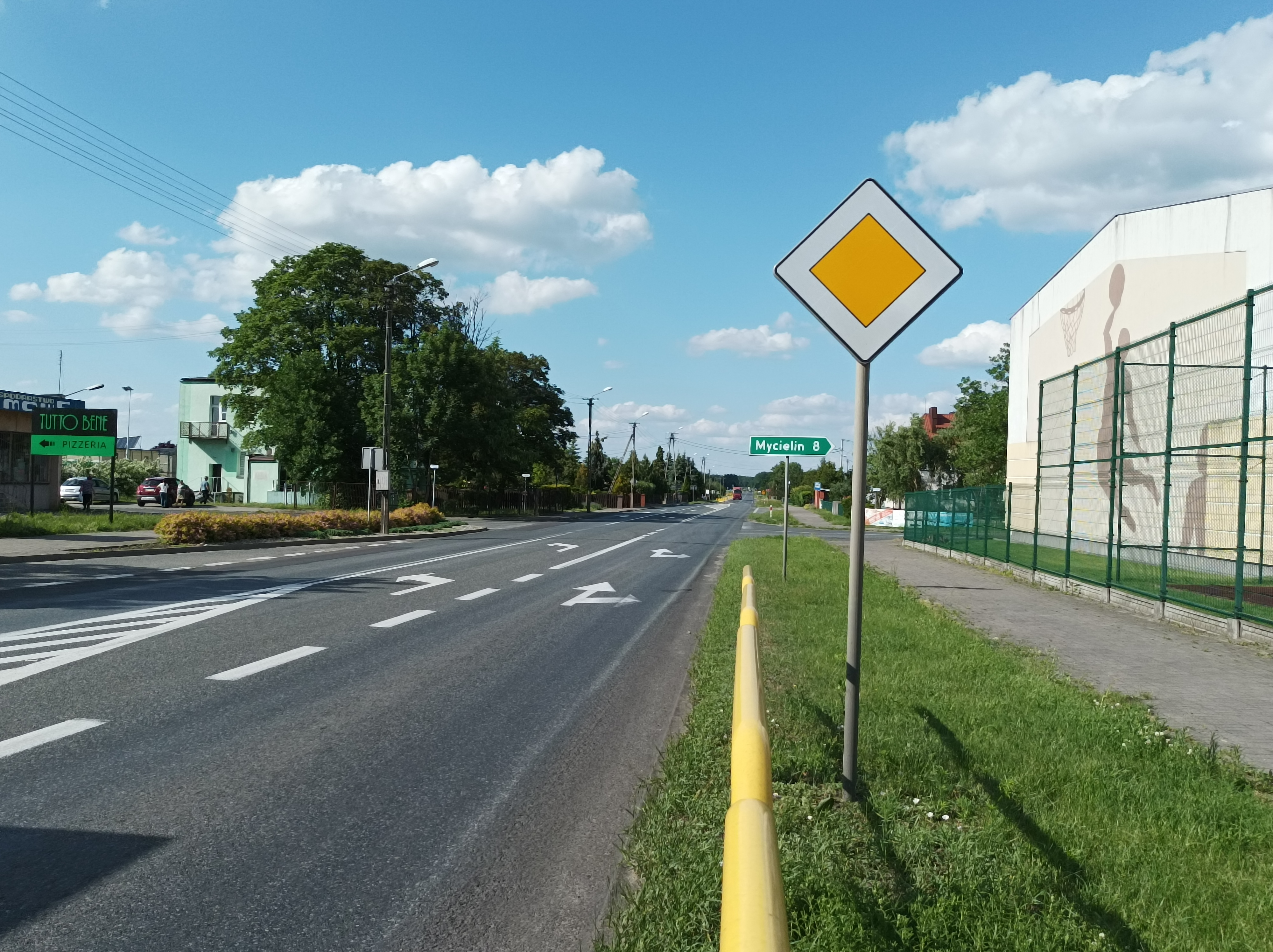
DK 25 у Зберську